# Malexanders kyrkogård
Malexanders kyrkogård är en kyrkogård som omger Malexanders kyrka i Boxholms kommun i Östergötlands län. Kyrkogården har medeltida ursprung men fick sin nuvarande utformning efter att den nya träkyrkan invigdes 1882. Anläggningen förvaltas av Boxholms församling inom Linköpings stift och betecknas av Riksantikvarieämbetet (RAÄ) som en miljö av mycket högt kulturhistoriskt värde.

## Historia
Enligt tradition anlades den första kyrkan – troligen en träkyrka – under 1100‑talet. Den ersattes av en timrad långkyrka på 1730‑talet, som i sin tur brann ned 1881. Nuvarande korsformiga träkyrka, ritad av arkitekt Johan F. Åbom och färdigställd 1882, medförde en omfattande omgestaltning av kyrkogården.

### Utvidgningar
- 1896 – nordlig utvidgning med ny kallmurad gråstensmur och grusgångar.
- 1942 – sydvästlig utvidgning efter ritningar av trädgårdsarkitekt Sven Hermelin; nya kvarter E–G anlades.
- 1978 – anläggning av urngravkvarter (kvarter H) och minneslund öster om kyrkan.[3]
- 2000 – askgravlund invigdes i anslutning till minneslunden.

## Utformning
Kyrkogården är terrasserad i tre nivåer mot sluttningen ned mot Sommen. Den äldsta delen (kvarter A–B) omger kyrkan och inramas av en 1,2 m hög kallmurad granitm ur. De mellanhöga kvarteren C–D (1896) har lindallé längs huvudaxeln. De yngsta kvarteren E–H utgörs av gräskvarter med liggande hällar och låga urnstenar.

## Gravvårdar och minnesmärken
Polisminnesstenen – rest 2000 till minne av poliserna Olov Borén och Kenneth Olsson som mördades i Malexander 1999. Flera järnsmidda korgkors från 1800‑talet, typiska för inlandet kring Sommen. Familjegravar för brukspatronerna vid Sommens ångsåg.

## Minneslund och askgravlund
Minneslunden (1978) ligger i en björkdunge öster om kyrkan och avgränsas av en låg naturstensmur. Askgravlunden (2000) har en cirkulär stenläggning med en vattensten och sittbänkar i ek.

## Naturvärden
Kyrkogården hyser flera grova lindar och enstaka vårdträd av lönn från 1800‑talet. Området är upptaget som kulturbiotop i Boxholms kommuns naturvårdsplan 2024–2034.

## Förvaltning
Malexanders kyrkogård omfattas av 4 kap. kulturminneslagen och står under länsstyrelsens tillsyn. Vård‑ och underhållsplan senast uppdaterad 2022.